# Wargandí
Wargandí es una comarca indígena de Panamá. Fue creada mediante la ley 34 del 25 de julio de 2000 con parte del territorio norte de la provincia de Darién, específicamente del distrito de Pinogana.
Es una comarca de etnia Guna y su estatus es de corregimiento comarcal, así que este no posee subdivisiones políticas.

## Ubicación
Están ubicados en la cuenca alta de río Chucunaque, en el territorio segregado de los distritos de Chepigana y Pinogana en Panamá. Viven en tres comunidades Nurra, que es su capital, Walla y Morti. En la provincia de Darién. Es denominada comarca.
- Datos: Q1772895
- Multimedia: Provinces of Panama / Q1772895